# Joaquín Marta Sosa
Joaquín Marta Sosa (Nogueira, Portugal, 1940) es un poeta, periodista, ensayista, crítico venezolano. Es profesor de literatura y ciencias sociales y políticas en la Universidad Simón Bolívar de Caracas, donde fue miembro de su consejo directivo y decano de estudios generales. Fue presidente de Venezolana de Televisión (VTV), director de El Diario de Caracas, parlamentario de Copei entre 1969 y 1973 y exdiputado del MAS entre 1974 y 1978.

## Biografía
En 1980, Joaquín Marta Sosa llegó a España para realizar estudios de doctorado. Fue jurado en el Premio Internacional de Poesía Rubén Darío en Nicaragua en 1982 y en otros premios literarios nacionales e internacionales. En dos ocasiones fue diputado en el Congreso de Venezuela, fue miembro de la Comisión Presidencial para la Reforma del Estado (COPRE) y representó a Venezuela en el Centro Latinoamericano de Administración para el Desarrollo (CLAD). Es miembro de la directiva de la Fundación para la Cultura Urbana donde coordina la edición del Canon de la Poesía Venezolana, además de una antología de la obra de Mario Briceño Iragorry y del Consejo Consultivo de la Editorial Equinoccio (Universidad Simón Bolívar).
Participó como invitado en el programa Poetas en Vivo que lleva Enrique Gracia Trinidad en la Biblioteca Nacional de Madrid. Ha colaborado en las publicaciones culturales Papel Literario (suplemento en el diario El Nacional), Literales (suplemento literario dominical del diario Tal Cual) y Qué Leo, revista de cultura y literatura, así como en las revistas españolas La Estafeta del viento (Casa de América, Madrid), Cuadernos del matemático (Madrid) y Claves de la razón práctica (Madrid). En la Universidad Complutense en Madrid dictó el seminario Los usos del poder (el poder en la literatura latinoamericana) en la Facultad de Filosofía en el 2000 y dictó el taller La intimidad de la poesía en Caracas, San Sebastián (Guipúzcoa, España) y en Madrid.  Los miembros del Instituto Cervantes lo invitaron a pasar los meses de octubre y noviembre de 2006 en la sede de la organización inaugurada recientemente en la India.